# Byttneria cristobaliana
Byttneria cristobaliana là một loài thực vật có hoa trong họ Cẩm quỳ. Loài này được Dorr mô tả khoa học đầu tiên năm 1999.